# Muscidifurax
Muscidifurax är ett släkte av steklar som beskrevs av Girault och Sanders 1910. Muscidifurax ingår i familjen puppglanssteklar.
Kladogram enligt Catalogue of Life och Dyntaxa:
| Muscidifurax | \| \| Muscidifurax raptor \| \| \| \| \| \| Muscidifurax raptorellus \| \| \| \| \| \| Muscidifurax raptoroides \| \| \| \| \| \| Muscidifurax uniraptor \| \| \| \| \| \| Muscidifurax zaraptor \| \| \| \| |
|              | \| \| Muscidifurax raptor \| \| \| \| \| \| Muscidifurax raptorellus \| \| \| \| \| \| Muscidifurax raptoroides \| \| \| \| \| \| Muscidifurax uniraptor \| \| \| \| \| \| Muscidifurax zaraptor \| \| \| \| |
|              | Muscidifurax raptor |
|              | |
|              | Muscidifurax raptorellus |
|              | |
|              | Muscidifurax raptoroides |
|              | |
|              | Muscidifurax uniraptor |
|              | |
|              | Muscidifurax zaraptor |
|              | |